# Tour Mirabeau (Marseille)
 (juin 2023).
La Tour Mirabeau est un immeuble de grande hauteur (IGH) à usage de bureau de la ville de Marseille, en France. Située dans le quartier d'affaires Euroméditerranée et dans le quartier officiel d'Arenc au sein du 2e arrondissement, cette tour conçue par l'architecte Hala Wardé. Le projet est porté par une société civile de construction vente (SCCV) « Le Mirabeau Marseille » associant la CMA-CGM (60%) et Bouygues Immobilier (40%).

## Histoire
Ce bâtiment a été érigé en lieu et place du premier siège de CMA CGM, le plus grand employeur privé de Marseille, qui occupa à partir de 1978 l'historique immeuble Mirabeau et ses huit étages.
Une partie de l'immeuble est occupée par les sièges sociaux de plusieurs filiales à 100% de CMA CGM : Ceva Logistics (250 employés), Colis Privé ou encore La Méridionale.
La tour est inaugurée le 27 juin 2024.

## Architecture
La Tour Mirabeau est connecté à la boucle d’eau de mer Thassalia. Installée sur le Grand Port Maritime de Marseille et inaugurée en octobre 2016, cette centrale est la première en France et en Europe à utiliser l’énergie thermique marine. Elle alimente en chaud et en froid l’ensemble des bâtiments qui lui sont raccordés grâce à un réseau de 3 km, soit à terme 500 000 m² situés dans l’ecoquartier Euroméditerranée. Ce procédé permet de minimiser la consommation d’eau et de réduire les émissions de gaz à effet de serre de 70 %.
L’enveloppe du bâtiment fait l’objet d’une conception bioclimatique qui fait baisser de 40 % la consommation énergétique.

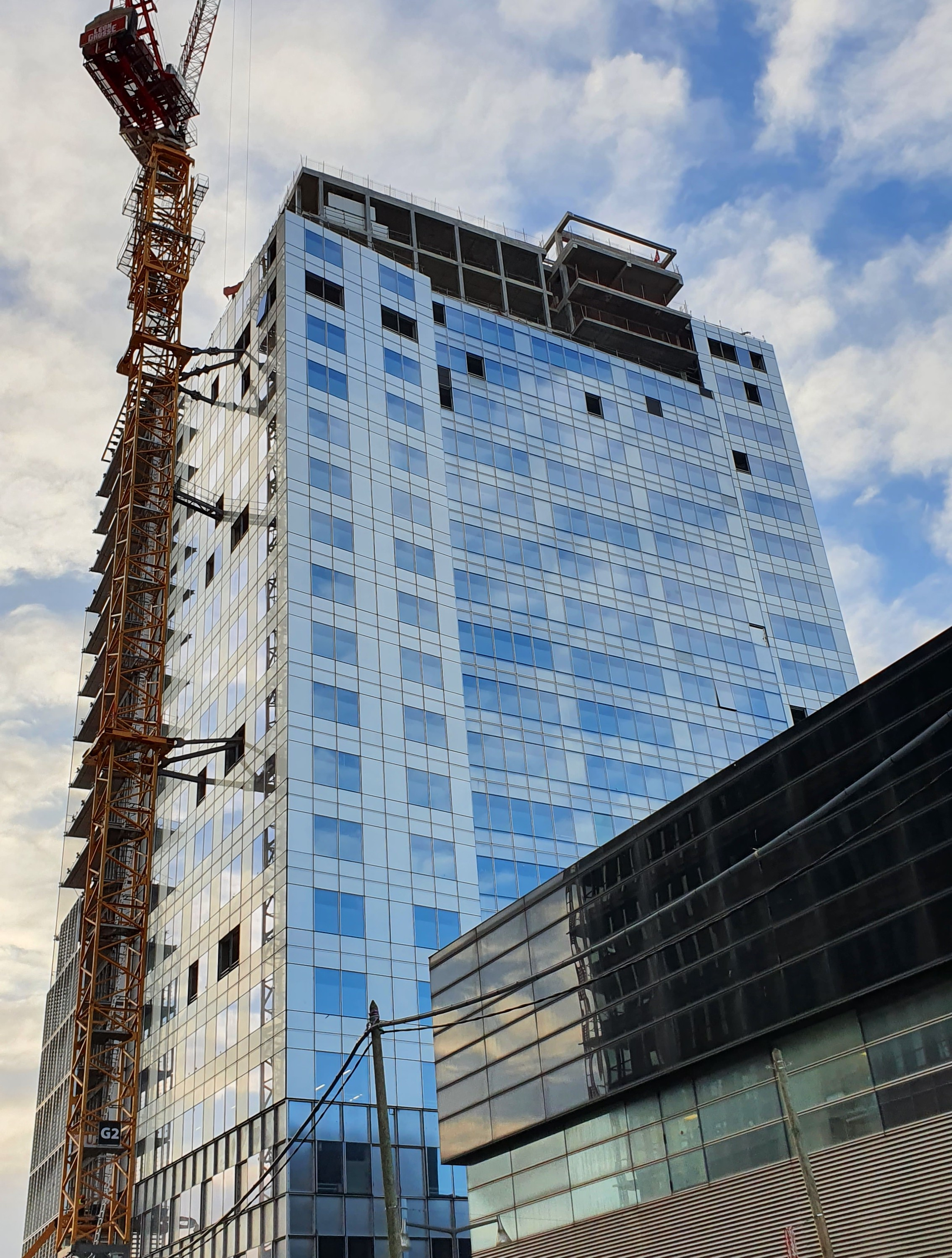
La Tour Mirabeau en travaux